# 201 î.Hr.

## Nașteri
- dată necunoscută: Gaius Claudius Glaber  (d. 73 î.Hr.)
- dată necunoscută: Gaius Antonius Hybrida  (d. ?)
- dată necunoscută: Alexandros din Antiohia  (d. ?)
- dată necunoscută: Cornelia Africana Major  (d. ?)

## Decese
- dată necunoscută: Gnaeus Naevius  (n. 275 î.Hr.)
- dată necunoscută: Mnaseas  (n. ?)
- dată necunoscută: Dositheus (matematician)  (n. ?)